# DSK (기업)
주식회사 DSK는 대한민국의 디스플레이 및 이차전지 장비 기업으로, 본사는 안산시 상록구 수인로 710에 위치해 있다.

## 역사
1991년에 대산엔지니어링으로 설립되었으며 2024년 92억원 규모 자사주 소각을 하였다.